# Jean Delannoy
Jean Delannoy (Noisy-le-Sec, Francia, 12 de enero de 1908-Guainville, Francia, 18 de junio de 2008) fue un cineasta francés.

## Biografía
Nació el 12 de enero de 1908 en Noisy-le-Sec. 
Empezó su carrera de actor en 1920. Estudió Letras en las universidades de Lille y de París. En 1993 dirigió su primer cortometraje, Franches lippées. Su primer éxito en un largometraje fue Un coronel del imperio (1942).

## Filmografía parcial
- El imperio de los canallas (1967)
- Los sultanes (1966)
- Las amistades particulares (1964)
- Venus imperial (1962)
- Guinguette (1959)
- El comisario Maigret (1958)
- Notre Dame de París (1957)
- María Antonieta, reina de Francia (1956)
- Chiens perdus sans collier (1955)
- Dieu a besoin des hommes (1950)
- La Symphonie pastorale (1946)
- Un coronel del imperio (1942)

## Premios y distinciones
Festival Internacional de Cine de Cannes
| Año  | Categoría   | Galardonado            | Resultado |
| ---- | ----------- | ---------------------- | --------- |
| 1946 | Gran Premio | La Symphonie Pastorale | Ganador   |

Festival Internacional de Cine de Venecia
| Año  | Categoría            | Galardonado              | Resultado |
| ---- | -------------------- | ------------------------ | --------- |
| 1950 | Premio Internacional | Dieu a besoin des hommes | Ganador   |
| 1950 | Premio OCIC          | Dieu a besoin des hommes | Ganador   |

Festival Internacional de Cine de Berlín
| Año  | Categoría                                    | Película                 | Resultado |
| ---- | -------------------------------------------- | ------------------------ | --------- |
| 1951 | Premio especial a un excelente logro de cine | Dieu a besoin des hommes | Ganador   |